# Miss Arabella Snaith
Miss Arabella Snaith è un cortometraggio muto del 1912 diretto e interpretato da George Nichols.

## Produzione
Il film fu prodotto dalla Thanhouser Film Corporation e venne girato in Florida.

## Distribuzione
Distribuito dalla Film Supply Company, il film uscì nelle sale cinematografiche USA il 3 maggio 1912.